# Archidiecezja Milwaukee

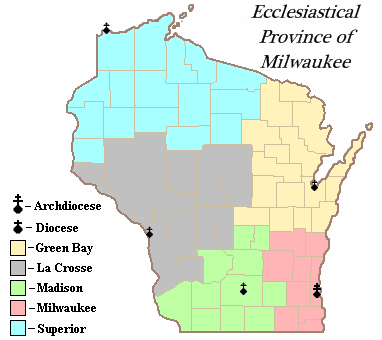
Położenie archidiecezji Milwaukee

Archidiecezja Milwaukee (łac. Archidioecesis Milvauchiensis, ang. Archdiocese of Milwaukee) – rzymskokatolicka archidiecezja metropolitalna ze stolicą w Milwaukee, w stanie Wisconsin w Stanach Zjednoczonych. Siedzibą arcybiskupa jest katedra św. Jana Ewangelisty. 
Archidiecezja znajduje się w regionie VII (IL, IN, WI) i obejmuje terytorialnie stan Wisconsin.

## Historia
Diecezja Milwaukee została powołana 28 listopada 1843 przez papieża Grzegorza XVI.
12 lutego 1875 roku diecezja została podniesiona do rangi archidiecezji przez papieża Piusa IX.

## Sufraganie
Arcybiskup Milwaukee jest również metropolitą Milwaukee.
1. Diecezja Green Bay
2. Diecezja La Crosse
3. Diecezja Madison
4. Diecezja Superior

## Ordynariusze
- John Martin Henni (1844–1881)
- Michael Heiss (1881–1890)
- Frederick Xavier Katzer (1890–1903)
- Sebastian Gebhard Messmer (1903–1930)
- Samuel Stritch (1930–1940)
- Moses Kiley (1940–1953)
- Albert Meyer (1953–1958)
- William Edward Cousins (1959–1977)
- Rembert Weakland OSB (1977–2002)
- Timothy Dolan (2002–2009)
- Jerome Listecki (2010–2024)
- Jeffrey Grob (od 2025)

### Biskupi pomocniczy
- Joseph Maria Koudelka (1911–1913)
- Edward Kozłowski (1913–1915)
- Roman Atkielski (1947–1969)
- Leo Joseph Brust (1969–1991)
- Richard Sklba (1979–2010)
- William Callahan OFMConv (2007–2010)
- Donald Hying (2011–2014)
- Jeffrey Haines (od 2017)
- James Schuerman (od 2017)

## Szkoły

### Uniwersytety
- Seminarium św. Franciszka Salezego w Milwaukee(inne języki)

## Parafie
Parafie archidiecezji opisane na Wikipedii:
- Bazylika św. Jozafata w Milwaukee
- Parafia św. Maksymiliana Kolbe w Milwaukee